# Le Chemin des écoliers (film)
Pour les articles homonymes, voir Le Chemin des écoliers.
Pour plus de détails, voir Fiche technique et Distribution.
Le Chemin des écoliers est un film de Michel Boisrond sorti en 1959, d'après le roman homonyme de Marcel Aymé.

## Synopsis
Pour pouvoir entretenir sa jeune maîtresse, Yvette, dont le mari est prisonnier en Allemagne, Antoine Michaud, lycéen de 17 ans, se livre au marché noir en compagnie de son ami Paul Tiercelin. Son père, Charles Michaud, juriste et brave homme d'une honnêteté scrupuleuse, inquiet d'une de ses absences et de son carnet scolaire désastreux, se renseigne auprès de monsieur Tiercelin, père de Paul, qui vit du marché noir dans son restaurant fréquenté par les Allemands et les collabos. Pour assurer la tranquillité d'Antoine, Tiercelin jette dans les bras de Michaud, Olga, une fille facile. L'aventure risquant de se terminer mal, Michaud père reprend heureusement la situation en main et, ayant constaté entre-temps qu'Antoine est devenu un adulte, de nouveaux rapports s'établissent entre le père et le fils.

## Fiche technique
- Titre : Le Chemin des écoliers
- Réalisation : Michel Boisrond
- Scénario : Jean Aurenche et Pierre Bost, d'après le roman de Marcel Aymé, Le Chemin des écoliers (éditions Gallimard)
- Adaptation et Dialogue : Jean Aurenche et Pierre Bost
- Assistants réalisateur : Ully Picard et Renzo Rossellini
- Photographie : Christian Matras
- Opérateur : Gilbert Chain
- Musique : Paul Misraki (éditions Impéria)
- Orchestre dirigé par Jacques Météhen
- Son : Antoine Petitjean
- Montage : Louisette Hautecoeur-Taverna, assistée d'Arlette Lalande
- Décors : Léon Barsacq, assisté de André Bakst et Olivier Girard
- Ensemblier : René Turbeaux
- Maquillage : Alex Archambault
- Régie générale : André Hoss
- Script-girl : Denise Morlot
- Photographe de plateau : Jean Schmidt
- Robes de Paulette Coquatrix
- Tournage du 9 mars au 30 avril 1959, dans les studios de Boulogne
- Production : S.P.C.E, Franco London Films, Mondex Films, S.N.E Gaumont (Paris) - Zebra Films, Tempo Films (Rome) - Franco-Italienne
- Chef de production : Robert Amon, Henry Deutschmeister, Alain Poiré
- Directeur de production : Ralph Baum
- Distribution : Gaumont
- Société Optiphone
- Enregistrement Western Electric
- Tirage : Laboratoire G.T.C Joinville
- Pays de production :  France
- Format : Noir et blanc - 1,66:1 - 35 mm
- Genre : Comédie dramatique
- Durée : 80 minutes
- Date de sortie : 
  - France : 23 septembre 1959
- Visa d'exploitation : 21.100
- Affiche : Clément Hurel, Guy-Gérard Noël (France)

## Distribution
- Françoise Arnoul : Yvette
- Bourvil : Charles Michaud
- Lino Ventura : M. Tiercelin, restaurateur et as du marché noir
- Alain Delon : Antoine Michaud
- Jean-Claude Brialy : Paul Tiercelin
- Pierre Mondy : Lulu, ami de Paul et Antoine
- Paulette Dubost : Hélène Michaud
- Madeleine Lebeau : Flora, ex-amie de Paul
- Sandra Milo : Olga, prostituée
- Micheline Luccioni : Solange, secrétaire de Charles Michaud
- Christian Lude : M. Olivier, associé de Charles Michaud
- Jean Brochard : M. Coutelier, voisin d'Yvette
- Gaby Basset : Lucette, sœur de Tiercelin
- Claude Castaing : Dominique, associé de Tiercelin
- Martine Havet : Pierrette Michaud, sœur d'Antoine
- Sylviane Rozemberg : « Chou », fille d'Yvette

Non Crédités :
- Marcel Bernier : un gardien de la paix à vélo
- Charles Bouillaud : le client enrhumé
- Pierre Collet : un gendarme
- Henri Coutet : l'homme demandant des volontaires
- Lucien Desagneaux : un consommateur
- Roger Lecuyer : un consommateur
- Marcel Rouzé : un gardien de la paix
- Hans Verner : un officier allemand
- Catherine Brieux
- Lise Delamare

## Critiques
« Aurenche et Bost, à l'aise dans l'univers de Marcel Aymé, et une distribution brillante donnent à ce film un charme acidulé et en font un bon témoignage sur la vie des Français sous l'Occupation en dépit de certains aspects caricaturaux. »